# My Merry Maybe
『My Merry Maybe』（マイ・メリー・メイビー）は、KIDが『My Merry May』の続編として2003年4月24日に発売したPlayStation 2用恋愛アドベンチャーゲーム。同年7月10日にドリームキャスト版が発売され、2005年6月30日には本作と前作を同時収録したほか、この2作を補完する3本の新シナリオと全てのアペンドストーリーを収めた『My Merry May with be』が発売された。

## 概要
人間そっくりの人工生命体「レプリス」の少女を中心に、生と死を描いた作品。「一生懸命がんばって生きよう」を主題としており、各シナリオには懐妊や肉親との死別など、生命にまつわるエピソードが散りばめられている。
前作『My Merry May』に残された謎の答えが本作で語られているが、当初から2部作にする予定があったわけではなく、本作の製作が決定したのは前作の発売から1週間後である。前作は恋愛アドベンチャーというものを提示しようと製作されたが、ユーザーはむしろその先のストーリー性を重視していたため、本作ではよりドラマ性に焦点を置いている。
本作の内容は前作で最も反響の大きかった「みさおAエンディング」を継承しているが、これは製作コンセプトを活かすためには、拡散する物語のうち1つを選び、他をパラレルワールドとして切り捨てざるを得なかったためである。

## あらすじ
人の手によって生み出された、人の姿を持つ人ならざる者、レプリス。それは社会に広く認知され、様々な分野において人間を支える存在となっていた。暑くなり始めた5月のある日、大学生の岸森浩人は中学校での教育実習に臨むべく都会から遠く離れた、漁業と農業を主な産業とする過疎の町「清天町（せいてんちょう）」を目指していた。わざわざ迎えに来てくれた校長先生の運転する軽トラに揺られ、町へと続く夜道を走っていた浩人は路上をさまよう謎の少女に遭遇。倒れ込んだ彼女を保護し、町唯一の診療所に運び込んだ。診療所の医師である玉村先生からの処置を受けた彼女は翌朝になって目を覚ましたが、「レゥ」と名乗った彼女は所有者不明のレプリスであることが判明。話し合いの末、彼女の所有者が見つかるまでの間、浩人がレゥを預かることとなったのだった。

## 登場人物
岸森 浩人（きしもり ひろと）
本作の主人公となる、教育実習のために清天町を訪れた大学生。教師になるためではなく単位が取りやすかったからという理由でこの地に赴いた彼ではあったが、成り行きから預かる事になった所有者不明のレプリスであるレゥを初めとする多くの人々との出会いを通じて自分と向き合い、成長していく。そしてレゥを起点とする、レプリスに関わる事件とその真相へ迫っていくことになる。
レゥ
声：松岡由貴
身長153cm、体重44kg、3サイズはB85、W54、H80。
浩人に保護され、彼に預けられる事になった所有者不明のレプリス。保護されるまでの経緯は憶えていないが、かつて暮らしていた場所や友人の事は憶えており、「おにいちゃん」が迎えに来る日を待ち続ける。普通のレプリスと違い、人間のそれに限りなく近い感情と意志を持つ。
レゥは、とある事件により本来の体とは別のボディに（そのボディに初めから搭載されていた本来の人格を眠らせることで）その心を宿す事になった、現在世界各地で流通、稼働している全ての渡良瀬型レプリスの始祖となった存在の一人である。前作までの記憶はあっても清天町に現れるまでの記憶がないのはその事件に起因している。彼女がこのような状況に陥った理由は後述するライカのシナリオで明らかになる。
リース
声：松岡由貴
身長153cm、体重44kg、3サイズはB85、W54、H80。
レゥに続いて生み出されたレプリスに搭載されていた人格(OS)。ある事件を境に凍結されていたが、清天町に現れたレゥのトラブルに対処すべく緊急処置として再起動された。性格は冷静かつ几帳面で大抵のことはそつなくこなす。レゥのように豊かな感情を見せることはなく、レプリスとしての本分に忠実であろうとする一方でレゥに対する憧れを抱くようになっていく。
ライカ
声：松岡由貴
身長153cm、体重44kg、3サイズはB85、W54、H80。
レゥが宿るボディに眠っていた、本来の人格と思しきOS。再起動には成功するものの、自分の名前以外の事は何も憶えておらず、目覚めた直後は自身がレプリスであることすら自覚していなかった。その後、自身の記憶を取り戻すため渡良瀬たちに協力することになる。
彼女のシナリオには他の全てのヒロインのシナリオを終えた後に入れるようになり、本作のみならず前作を含めたシリーズ全体にまつわる数々の謎の真相が明らかになる。
篠片 由真（ささひら ゆま）
声：松井菜桜子
身長158cm、体重46kg、3サイズはB87、W53、H88。
浩人と同じく、教育実習のために清天町を訪れた大学生。21歳。気さくで明るく、少々寂しがりや。浩人と共に預かることになったレゥを妹か我が子のように可愛がる。
草津 みのり（くさつ みのり）
声：あおきさやか
身長141cm、体重39kg、3サイズはB69、W46、H70。
清天中学校の1年生で、浩人が受け持つ事になる生徒の一人。13歳。生まれも育ちも清天町の、都会に憧れる活発で多感な女の子。祖父の草津かつきを心から慕う。クラスメイトのサブとは毎日のように喧嘩をしている。
水上 鏡（みなかみ きょう）
声：小林沙苗
身長164cm、体重50kg、3サイズはB80、W58、H81。
清天町保健所の職員。24歳。レゥの件での調査のため清天中学校を訪れる。同校のOGであり、校長とも旧知の仲。クールでシニカルな面のある女性。レプリスを嫌悪している節があり、レゥを人間のように扱う浩人の考え方にも否定的。
玉村 穂乃香（たまむら ほのか）
声：前田ゆきえ
身長155cm、体重48kg、3サイズはB77、W56、H77。
玉村診療所の医師である玉村先生の孫であり、その助手を務める看護師でもある。20歳。少々頑固な面はあるが朗らかで優しく芯の強い女性。それ故か町の男性達の人気も高い。浩人とは物語冒頭で保護されたレゥの治療に際して出会うことになる。彼女には“ある秘密”があり、個別シナリオにてその真相が明らかになる。
渡良瀬（わたらせ）
声：城山堅
レゥ発見の報を聞き大勢の部下と共に清天町を訪れた、車椅子の老人。思慮深く、時には非情な決断もためらわない。レゥを人間のように扱う浩人に理解を示し、レゥに関わる事件の真相を突き止めるべく奔走する。NBO(人工生命体の適正運用を目的とした国連の下部組織)常任理事。
姿こそ老いているが、その正体は前作の主人公、渡良瀬恭介の兄として生み出された男性型レプリスである渡良瀬恭平その人である。身体能力の低下に加え、目がほとんど見えないため特異な形状のバイザーを常用している。恭介とその父である恭一、そしてレプリスの開発にまつわる秘密の全てを知る人物であり、最終的には彼の口から本作で起きた事件の真相が明かされることになる。
渡良瀬 恭平（わたらせ きょうへい）
声：大水忠相
身長183cm、体重75kg。
渡良瀬をボスと呼び、彼の指示に忠実に従う男。合理性を重んじるその態度は周囲の人々の反感を買うことも多々あり、渡良瀬にたしなめられることもしばしば。タイレル・バイオ・コーポレーション・レプリスR&D上級部長の肩書きを持つ。
前作に登場した恭平とは姿形こそ酷似しているが、その正体は老いた渡良瀬（本物の恭平）が自身の補佐として創らせたレプリスである。
玉村先生（たまむらせんせい）
声：斉藤次郎
身長157cm、体重52kg。
清天町唯一の医療機関である、玉村診療所を営む優秀な老医師であり穂乃香の祖父。80歳代。口数は少なく、一見頑固で気難しげな印象を与えるが、情に厚い人物。レプリスに関する専門的な知識があり、浩人に保護されたレゥの治療にあたった。
前作に登場していた結城みさおの叔父にあたる人物で、彼の妹はみさおの母である。かつてはみさおの父である結城道夫（ゆうき みちお）と共にレプリスの研究に携わっていたが、思うところあって医師へ転向し、清天町へ移り住んだ。本作の謎の一端に関わる人物。
サブ
声：山口勝平
身長152cm、体重40kg。
草津みのりのクラスメイト。12歳。みのりに想いを寄せているが、素直になれない面があり本心とは逆の言動や行動をとっては彼女と喧嘩になるのが日常茶飯事。みのりと親しくなった浩人に対して嫉妬する場面も。
草津 かつき（くさつ かつき）
声：有本欽隆
身長162cm、体重59kg。
周囲からの信頼も厚いベテランの漁師。85歳。孫の草津みのりを可愛がっている。町に不慣れな浩人や由真に対しても何かと世話を焼いてくれる、男気溢れる人物。
校長先生
声：大滝進矢
身長171cm、体重64kg。
浩人と由真が教育実習のために訪れることになる、清天中学校の校長。58歳。校庭の一角に設けた菜園で育てた野菜などを酒のツマミにしているらしい。生徒思いで大らかな人物であり、定年を間近に控えた独身。

## 前作との関わり
前作『My Merry May』に登場した人物の一部が本作にも登場しているが、これはプレイヤーを錯覚させるトリックとも言うべき設定によるものであり、その真相は各ヒロインのシナリオをクリアすることで次第に明らかになる。
本作は前作『My Merry May』から43年後の設定。甲種人型生命体「レプリス」の技術は大きく進歩し、人工衛星を利用しての、世界各地で稼働しているレプリスを管理する体制が整えられている。「My Merry May with be」の新シナリオにおいて、前作の主人公である渡良瀬恭介の素性をほのめかす描写があり、書籍「マイ・メリー・メイビー・マテリアルコレクション」では明確に示されている。前作のヒロインの一人「結城みさお」の父「結城道夫」は渡良瀬恭一(わたらせ きょういち)と共にレプリスの研究に携わっていたが、対立の末に袂を分かち、道夫は日本で「結城コーポレーション」を、恭一はアメリカに渡り「タイレル・バイオ・コーポレーション」を設立し、それぞれが独自にレプリスの研究、開発を続けた。
前作の主人公であった渡良瀬恭介の父「渡良瀬恭一」はレプリスの研究者である。彼が研究過程で設計したレプリスには、このような特徴があった。
- 肌の色が白く、瞳は赤い。
- 試作モデルの中には構造的に人間のデッドコピーに近く、生殖機能を持つものが存在した（本作の時代で一般に流通しているレプリスは、性交渉は出来るが妊娠、出産は出来ず、モデルによっては完全に削除されている可能性もある）。

恭一が初めて試作したレプリスは女性型であり、恭介はこのレプリスと恭一の間に生まれた子供である。彼女は恭介を産んだ後程なくして亡くなっており、その後恭介の母親代わりとして別の女性型レプリスを製作したが彼女も恭介が四歳の時に死んでしまったため、恭介の兄代わりとして、寿命の問題を改善した男性型レプリスを製作した。その彼こそが、前作では恭介の兄として登場し本作では車椅子の老人として登場する、渡良瀬恭平その人である。そして、本作で彼の名を名乗り付き従う若い男は、老いた恭平が実務を代行させるべく若かりし日の自分に似せて創らせたレプリスである。

## スタッフ
- キャラクターデザイン：輿水隆之
- シナリオ：Q'tron（長井知佳 / 西川真音）
- 音楽：阿保剛
  - オープニングテーマ：MISS?
    - 作詞、作曲、編曲：ARCHIBOLD
    - 歌：ARCHOBOLD feat.ドミ

  - 挿入歌：CANDY HEART
    - 作詞、作曲、編曲：ARCHIBOLD
    - 歌：ARCHOBOLD feat.ドミ

  - 挿入歌：わんつーどーん
    - 作詞、作曲、編曲：ARCHIBOLD
    - 歌：ARCHOBOLD feat.ドミ

  - エンディングテーマ：月の足音
    - 作詞、作曲、編曲：ARCHIBOLD
    - 歌：ドミ

  - トゥルーエンディングテーマ：星砂（ほしずな）
    - 作詞、作曲、編曲：ARCHIBOLD
    - 歌：ARCHOBOLD feat.ドミ

## 音楽
- My Merry Maybe オリジナルサウンドトラック（キングレコード / KICA-1294）

## 書籍
- My Merry Maybe マテリアルコレクション（新紀元社）
  - 「My Merry Maybe」の名を冠してはいるが、前作『My Merry May』の内容も含めた登場人物紹介、イベントCG、キャラクター別攻略チャート、各種設定資料、スタッフコメント、さらにゲームのシナリオを担当した長井知佳による新作ノベルを掲載。なお、「My Merry May with be」で新たに追加された要素についてはフォローされていない。
- My Merry May with be ビジュアル・ガイドブック（JIVE）
- 小説：My Merry Maybe connected with 43years ago… 著：長井知佳（JIVE）
  - 『My Merry Maybe』本編では詳細が明らかにされなかった、清天町の沖合に浮かぶ廃船で起こった出来事を描く。
- 漫画：My Merry May Believe（全二巻） 著：水島空彦（JIVE）
  - 『My Merry Maybe』から7年後が描かれる。